# مارتین مندز
مارتین مندز (به اسپانیایی: Martín Méndez) نوازنده گیتار بیس گروه موسیقی اپث است. او پس از میکائیل اکرفلت بیشترین سابقه حضور را در اپث دارا است. او درست پیش از ضبط آلبوم My Arms, Your Hearse به گروه پیوست ولی به دلیل محدودیت زمانی در ضبط آلبوم مشارکت نکرد و به جای او اکرفلدت بخش‌های بیس را نواخت. او اولین ضبط رسمی خود را با گروه در آلبوم Still Life انجام داد و از آن زمان در تمام آلبوم‌های گروه حضور پیدا کرده‌است.